# Veeloog
De veeloog (Proterebia afra) is een vlinder uit de onderfamilie Satyrinae van de familie Nymphalidae, de vossen, parelmoervlinders en weerschijnvlinders, onderfamilie Satyrinae.
De veeloog komt voor in Kroatiëen Griekenland en van Oekraïne tot Kazachstan. De soort heeft droog grasland met spaarzame struiken als habitat.
De soort vliegt in een jaarlijkse generatie in april en mei. Als waardplant wordt genaald schapengras (Festuca ovina) gebruikt. Het vrouwtje zet de eitjes af in kleine groepjes per graspol.